# Palatset (skatepark)

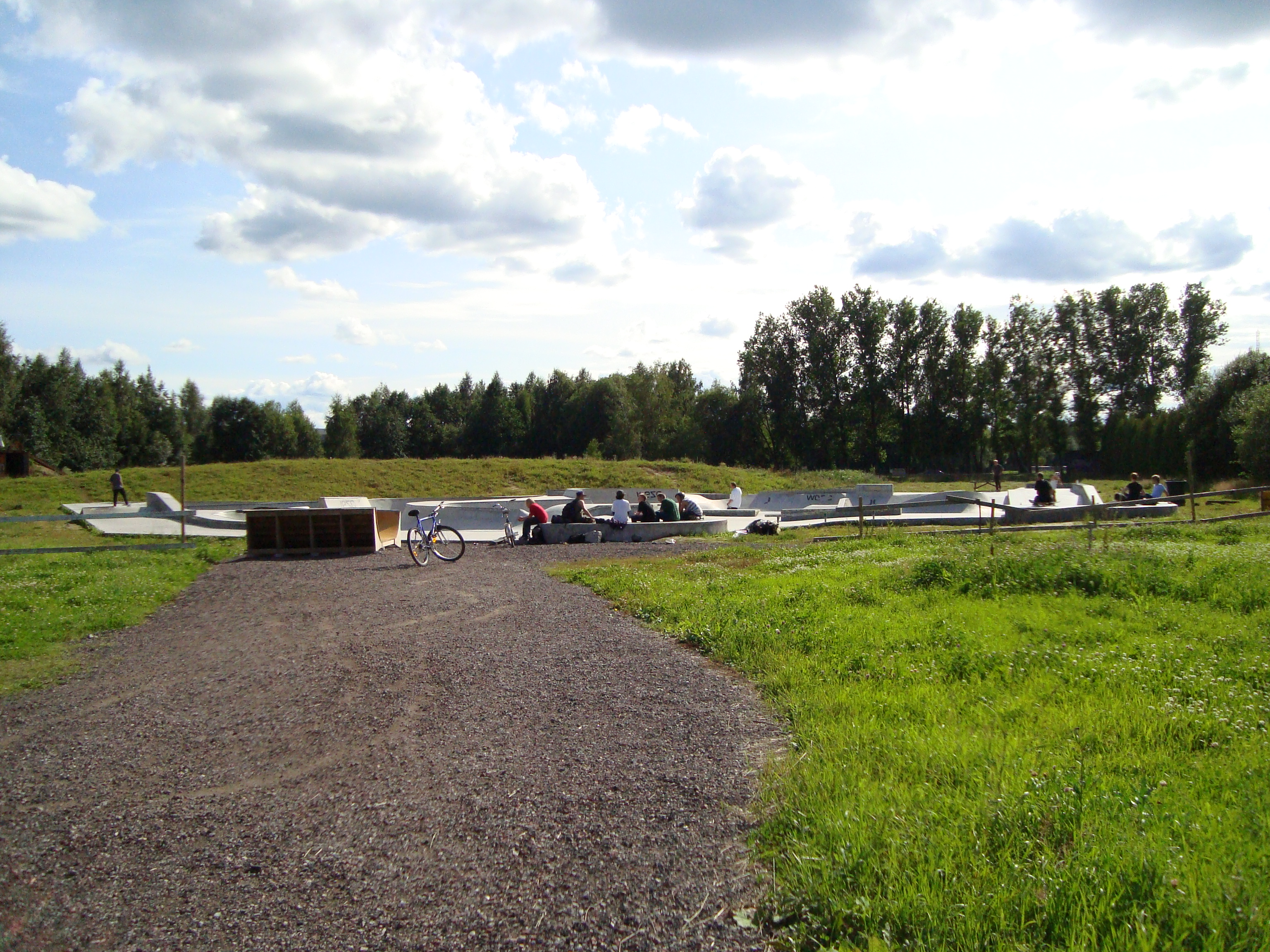
Palatset.

Palatset är en skatepark i Avesta, invigd hösten 2007. Den är 1500 m² stor, ritad och uppförd under ledning av Stefan Hauser. Palatset är den näst största betongskateparken i Sverige.  Palatset tillkom på initiativ av Avesta spontanidrottsförening och bekostades av Avesta kommun. Arbetet leddes av  bland andra skateboardåkarna och bröderna Christoffer och Pierre Harborg. 
Sedan invigningen har det bland annat hållits skatelboardäger och den populära Skateboardfestivalen vid och intill Palatset. Palatset var också en av träningsplatserna för eleverna vid Skategymnasiet vid Karlfeltsgymnasiet, innan programmet lades ner.  
Idag håller föreningen Local Skate Avesta verksamhet i parken. Det arrangeras skatecamps, skateskolor och musikarrangemang.